# نينجا غولف
نينجا غولف (بالإنجليزية: Ninja Golf)‏ هي لعبة فيديو من نوع بيتم أب وغولف أصدرت في سنة 1990 ، تطوير لعبة من قبل بلوسكاي سوفتوير و نشرتها آتاري لجهاز أتاري 7800 .

## طريقة لعبة
يبدأ اللاعب كل مرحلة من خلال استهداف الكرة غولف رمي كرة الغولف وإطلاق تجاه الهدف. ثم يركض نحو الكرة ،على طريقة لعبة المنصات، ويقاتل و المواجهة مختلف الأعداء على طول الطريق. وتشمل هذه الأعداء النينجا الآخرين ، غوفرية، الطيور ، الضفادع متحولة العملاقة ، و أسماك القرش وأكثر من ذلك.
يعتمد الأعداء على البيئة التي يلعب فيها لاعب النينجا حاليًا. وتواجه أسماك القرش مخاطر المياه و الثعابين في فخ الرمال. يصادف النينجا في جميع البيئات ، بما في ذلك تحت الماء.